# NGC 6159
NGC 6159 este o galaxie lenticulară situată în constelația Hercule. A fost descoperită în 20 iulie 1879 de către Édouard Stephan⁠(d). Se află la o distanță de 134,65 de megaparseci de Pământ.